# Wesley Batista
Wesley Batista (Formosa, 9 de abril de 1970) é um empresário brasileiro, quarto dos filhos e o segundo dos homens do patriarca José Batista Sobrinho, fundador do grupo JBS. Wesley foi diretor presidente e conselheiro da empresa, mas foi substituído por Wesley Batista Filho. Foi o responsável pela implementação das operações nos Estados Unidos, após a compra da Swift, em 2007, e voltou ao Brasil em 2011.
Listado em 2016 entre os 70 maiores bilionários do Brasil pela revista Forbes, onde ocupa a posição 66.
Em 2024, oito anos depois, subiu 50 posições na mesma lista e foi considerado a 16ª pessoa mais rica do Brasil, segundo a Forbes, com R$ 22,9 Bilhões. 
Em maio de 2017, causou um abalo político do qual atingiu grandes líderes do Congresso e do executivo como Aécio Neves e Michel Temer, além dos ex-presidentes Luiz Inácio Lula da Silva e Dilma Roussef, ao delatar. A delação premiada de Wesley e de seu irmão Joesley fez com que o Supremo Tribunal Federal autorizasse a Operação Patmos, da Polícia Federal.